# Oliarus propia
Oliarus propia är en insektsart som beskrevs av Frederick Arthur Godfrey Muir 1924. Oliarus propia ingår i släktet Oliarus och familjen kilstritar. Inga underarter finns listade i Catalogue of Life.